# Sanctuaire National Marial d'Abidjan
Sanctuaire National Marial d'Abidjan är en kyrka i Abidjan i Elfenbenskusten. Den togs i bruk 1987.